# Terrorismo judío
El terrorismo judío es el terrorismo religioso cometido por extremistas judíos dentro del judaísmo.

## Historia

### Zelotas en elsigloI
Según Mark Burgess (analista de investigación del Centro de Información de Defensa), el movimiento político y religioso judío del siglo I llamado zelotas fue uno de los primeros ejemplos del uso del terrorismo por parte de los judíos. Intentaron incitar al pueblo de Judea a rebelarse contra el Imperio Romano y expulsarlo de Israel por la fuerza de las armas. El término zelota, en hebreo kanai, significa alguien que guarda con celo el mandato de Dios. Los grupos más extremistas de zelotas se llamaban sicarii (sicarios). Los sicarii usaron tácticas violentas de sigilo contra los romanos, y bajo sus mantos escondían las sicae, o pequeñas dagas, de las que recibieron su nombre. En las asambleas populares, particularmente durante la peregrinación al Monte del Templo, apuñalaban a sus enemigos (romanos o simpatizantes de los romanos, como los herodianos), lamentándose ostentosamente después de la hazaña para mezclarse con la multitud y escapar de la detención. En un relato que aparece en el Talmud, los sicarii destruyeron el suministro de alimentos de la ciudad para que la gente se viera obligada a luchar contra el asedio romano en lugar de negociar la paz. Los sicarii también asaltaron viviendas judías y mataron a otros judíos a quienes consideraban apóstatas y colaboracionistas.

## Mandato británico de Palestina

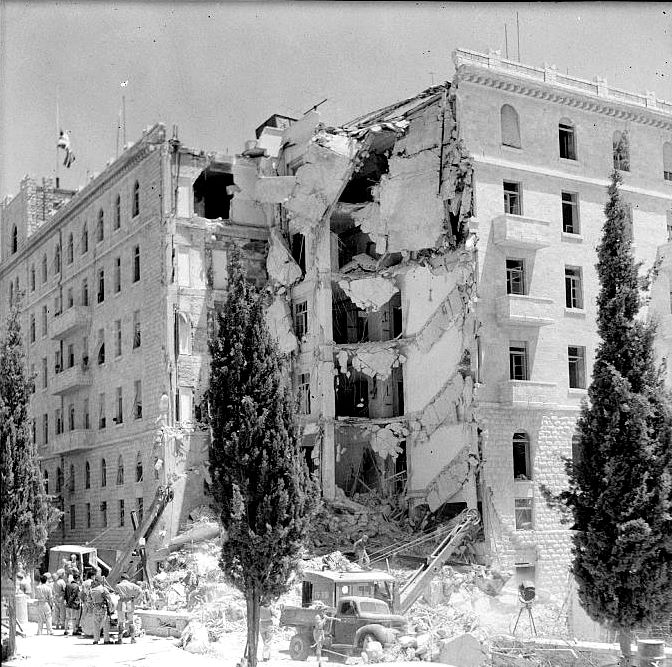
Atentado del Hotel Rey David (1946).

Durante el Mandato británico de Palestina, que se estableció en 1922 en la región tras el derrumbe del Imperio otomano al final de la Primera Guerra Mundial, surgieron una serie de grupos judíos que llevaron a cabo atentados terroristas con la intención de expulsar a las tropas británicas y a la población nativa árabe palestina del territorio sobre el que acabaría creándose el Estado de Israel. Estos grupos llevaron a cabo una campaña coordinada de atentados y masacres contra la población civil palestina que contribuyó, junto con la política de expulsión llevada a cabo por el ejército israelí, a su desplazamiento hacia países vecinos en un proceso conocido como la Nakba. 
Uno de estos grupos fue el Irgún, responsable de atentados tanto contra las tropas británicas como contra la población civil palestina. El 22 de julio de 1946, el Irgún detonó una bomba en el Hotel Rey David de Jerusalén que mató a un total de 91 personas (18 de ellas, judías) e hirió a 46 más. En julio de 1947, el Irgún secuestró a dos sargentos del ejército británico y los colgó en unos árboles cerca de Netanya. El llamado incidente de los sargentos fue uno de los motivos que empujaron a las autoridades británicas a dar fin al Mandato británico de Palestina. El 30 de diciembre de 1947, miembros del Irgún lanzaron granadas a un grupo de trabajadores árabes palestinos en la refinería de petróleo de Haifa y causan la muerte de once de ellos. Enfurecidos, los trabajadores árabes se vengaron matando a treinta y nueve trabajadores judíos de la misma refinería, resultando también muertos seis trabajadores árabes palestinos. Poco después, el 7 de enero, miembros del Irgún lanzaron bombas en la Puerta de Jaffa de Jerusalén y dejaron un saldo de 25 civiles árabes muertos. El 9 de abril, unos 120 hombres del Irgún y el Lehi perpetraron la masacre de Deir Yassin. El recuento de víctimas se fijó en 107 aldeanos muertos, entre los que se contaban multitud de mujeres, ancianos y niños. A los prisioneros se les mostró en camiones por el centro de Jerusalén. Las noticias de la masacre desataron el pánico aún más entre la población civil árabe palestina y provocaron su huida en masa.
El Leji, conocido en el mundo anglosajón como la Banda de Stern, fue otro grupo considerado terrorista por las autoridades británicas. Entre otras acciones, el 4 de noviembre de 1944, el Leji asesinó en El Cairo a Walter Guinness, a la sazón ministro británico para Oriente Medio, por su oposición a la creación de un Estado judío en Palestina. En enero de 1947, el Lehi estrelló un camión lleno de explosivos contra una comisaría de policía de Haifa y mató a cuatro personas en lo que ha sido denominado el primer camión bomba de la historia. A finales de diciembre de 1947, el Leji atacó una cafetería en Lifta y mató a seis árabes palestinos. En la primera semana de enero, miembros del Leji con uniforme británico detonaron un camión bomba en Jaffa y mataron a 28 árabes palestinos. El 17 de septiembre de 1948, unos pistoleros del Leji asesinaron en Jerusalén a Folke Bernadotte, el mediador de la ONU para el conflicto árabe-israelí.
Incluso la Haganá, el germen del actual ejército israelí, cometió numerosos actos terroristas durante este periodo. El 1 de enero de 1948, miembros de la Haganá atacaron la cercana aldea de Balad al-Shayj y mataron a varias docenas de civiles árabes palestinos, incluidos mujeres y niños. Cuatro días después, el 5 de enero de 1948, la Haganá colocó una bomba en el Hotel Semiramis del barrio jerosolimitano de Qatamon, matando a 26 civiles, incluido el cónsul español en Jerusalén. El ataque causó el pánico entre la población civil árabe palestina, que comenzó a abandonar el barrio en dirección a zonas más seguras.

## Desde 1948
El terrorismo judío en Israel existió durante algunos años después del nacimiento del Estado hasta la década de 1950, y estaba dirigido a objetivos internos judíos israelíes y a la población árabe israelí. Posteriormente hubo un largo periodo intermedio hasta la década de 1980, cuando se expuso la clandestinidad judía. El fenómeno de los ataques de la etiqueta de precios comenzó alrededor de 2008. Se trata de delitos de odio cometidos por colonos judíos israelíes extremistas que generalmente implican la destrucción de propiedades o grafitis de odio, en particular dirigidos a propiedades asociadas con árabes, cristianos, israelíes seculares y soldados israelíes. El nombre se derivó de las palabras "etiqueta de precio" que pueden estar garabateadas en el lugar del ataque, con la alegación de que el ataque fue un "precio a pagar" por los asentamientos que el gobierno les obligó a abandonar y como venganza por los ataques palestinos contra los colonos.
Los investigadores Ami Pedahzur y Arie Perliger sugirieron que existen similitudes entre los terroristas religiosos judíos y las redes yihadistas en las democracias occidentales, entre ellas: alienación y aislamiento de los valores de la cultura dominante mayoritaria, que ven como una amenaza existencial para su propia comunidad; y que su ideología no es exclusivamente "religiosa", ya que también intentan lograr objetivos políticos, territoriales y nacionalistas (por ejemplo, la ruptura de los acuerdos de Camp David). Sin embargo, los más nuevos de estos grupos judíos han tendido a enfatizar los motivos religiosos de sus acciones a expensas de los seculares. En el caso del terrorismo judío en el Estado de Israel moderno, la mayoría de las redes consisten en sionistas religiosos y judíos ultraortodoxos que viven en comunidades aisladas y homogéneas. Sin embargo, a diferencia de las redes de la yihad, los terroristas judíos no se han involucrado en ataques con víctimas masivas, con la excepción del judío Baruch Goldstein.
En 2015, el Shin Bet se ha quejado de que el gobierno israelí es demasiado indulgente al tratar con el extremismo religioso de los extremistas judíos que quieren la creación de una tierra judía basada en la Halajá, las leyes religiosas judías. Dice Haaretz: "El Shin Bet se quejó de que los tribunales son demasiado indulgentes, particularmente en la aplicación de las órdenes de restricción que los alejan de Cisjordania o restringen su movimiento. El Shin Bet apoya la posición del ministro de Defensa Moshé Yalón, quien ha pedido el uso limitado de la detención administrativa contra los terroristas judíos". Las agencias israelíes que vigilan a los grupos terroristas religiosos dicen que son "anarquistas" y "antisionistas", motivados para derrocar al gobierno de Israel y crear un nuevo "Reino" israelí que operaría de acuerdo con la Halajá (la ley judía). Una semana después de los ataques de julio de 2015, se aprobó la detención administrativa de los judíos sospechosos de terrorismo.
La situación siguió igual durante los siguientes años, y en 2024 el jefe del Shin Bet, Ronen Bar, volvió a quejarse de que el terrorismo judío llevado a cabo por los colonos estaba poniendo en peligro al propio Estado de Israel: «el fenómeno de la Juventud de las Colinas hace mucho tiempo que se convirtió en un hervidero de violencia contra los palestinos» y explicó que este fenómeno no es simplemente violencia nacionalista porque se realiza «para sembrar el terror, es decir, es terrorismo». En su opinión, la Juventud de las Colinas se está viendo animada por «una sensación de apoyos secretos» de la policía. Bar se quejó de que «la falta de miedo a la detención administrativa por las condiciones de las que disfrutan en la cárcel y por el dinero que reciben de los diputados al salir de ella, junto con la legitimación y los halagos» contribuyen a la continuidad del movimiento.

### Grupos terroristas
Los siguientes grupos han sido considerados organizaciones terroristas religiosas en Israel (en orden cronológico por año de establecimiento):
- Brit HaKanaim (hebreo : בְּרִית הַקַנַאִים, lit. Pacto de los zelotes) fue una organización clandestina judía religiosa radical que operó en Israel entre 1950 y 1953, en contra de la tendencia generalizada de secularización del país. El objetivo final del movimiento era imponer la ley religiosa judía en el Estado de Israel y establecer un estado halájico.[24]
- El grupo del Reino de Israel (en hebreo: מלכות ישראל, Malchut Yisrael), o Tzrifin Underground, estuvo activo en Israel en la década de 1950. El grupo llevó a cabo ataques contra las instalaciones diplomáticas de la Unión Soviética y Checoslovaquia y ocasionalmente disparó contra las tropas jordanas estacionadas a lo largo de la frontera en Jerusalén. Los miembros del grupo fueron atrapados tratando de explotar una bomba en el Ministerio de Educación de Israel, en mayo de 1953, se ha dicho que actuaron debido a la secularización de los inmigrantes judíos del norte de África, que vieron como "un ataque directo a la forma de vida de los judíos religiosos y como una amenaza existencial para la comunidad ultraortodoxa en Israel".[25]
- The Jewish Underground (1979–1984): formado por miembros del movimiento político israelí Gush Emunim.[26] Este grupo es más conocido por dos acciones: en primer lugar, por los ataques con bombas contra los alcaldes de las ciudades de Cisjordania el 2 de junio de 1980, y en segundo lugar, por un complot para hacer explotar bombas en el Monte del Templo. El juez israelí Zvi Cohen, al frente del panel de sentencia en el juicio del grupo, declaró que tenían tres motivos, "no necesariamente compartidos por todos los acusados. El primer motivo, en el corazón de la conspiración del Monte del Templo, es religioso".[27]
- Keshet (Kvutza Shelo Titpasher) (1981–1989): grupo haredi antisionista de Tel Aviv centrado en hacer atentados con bomba en propiedades sin pérdida de vidas.[28][29]: 101   Yigal Marcus, comandante de la policía del distrito de Tel Aviv, dijo que consideraba el grupo una banda de delincuentes, no un grupo terrorista.[30]
- Kach, un partido de extrema derecha prohibido en Israel (registrado oficialmente entre 1971 y 1994), y su grupo disidente Kahane Chai (1991-1994), también prohibido. Ambos grupos fueron considerados organizaciones terroristas por Israel,[31] Canadá,[32] la Unión Europea[33] y los Estados Unidos.[34] Se cree que los grupos tienen una membresía central superpuesta de menos de 100 personas.[35][36] La Liga de Defensa Judía en Estados Unidos, fundada por el rabino Meir Kahane también es considerada una organización terrorista. Las estadísticas del FBI muestran que, entre 1980 y 1985, los miembros de la LDJ intentaron 15 ataques terroristas en los Estados Unidos.[37] Mary Doran, del FBI, describió a la LDJ en su testimonio ante el Congreso en 2004 como "un grupo terrorista proscrito".[38] El Consorcio Nacional para el Estudio del Terror y las Respuestas al Terrorismo afirma que, durante las dos primeras décadas de actividad de la LDJ, era una "organización terrorista activa".[39][40]
- Terror contra el terror (en hebreo: Terror Neged Terror, "TNT"), activa entre 1975 y 1984, fue una organización militante judía radical que patrocinó varios ataques contra objetivos palestinos. El grupo fue fundado por la organización Kach del rabino Meir Kahane y tomó su nombre de la teoría de Kahane de que el terrorismo árabe debe enfrentarse con terrorismo judío.[41][42]
- Sicarii, un grupo terrorista israelí fundado en 1989 que cometió incendios y grafiti contra políticos judíos de izquierda. Se opusieron a cualquier proceso de acercamiento a la Organización para la Liberación de Palestina.[43][44]
- El "Bat Ayin Underground" o grupo Bat Ayin. En 2002, cuatro personas de Bat Ayin en Hebrón, fueron arrestadas frente a la escuela Abu Tor, una escuela de niñas palestinas en Jerusalén Este, con un remolque lleno de explosivos. Tres de los hombres fueron condenados por intento de atentado con bomba.[21][45][46][47][48][49][50]
- Lehava (fundada en 2005) es referida como una minoría religiosa extremista que intenta mediante el terror implementar sus puntos de vista sobre cómo debería ser la sociedad israelí.[51] En enero de 2015, el Canal 2 informó que el ministro de Defensa, Moshé Yalón, se estaba preparando para categorizar a Lehava como una organización terrorista. Se informó que Yalón ordenó a la Shabak y al Ministerio de Defensa reunir las pruebas requeridas para la clasificación.[52] La exministra de Justicia Tzipi Livni declaró que la decisión de Yalón de nombrar al grupo antiasimilación Lehava como una organización terrorista debería haberse hecho meses antes. “Esta organización trabaja desde el odio, el racismo y el nacionalismo, y su objetivo es traer una escalada de violencia dentro de nosotros”, dijo.[53] Tamar Hermann, socióloga y encuestadora del Instituto de Democracia de Israel (IDI), informa que la acción del gobierno contra Lehava solo se produjo después de meses de peticiones de "israelíes de izquierda y comentaristas de los medios".[54][55] El rabino israelí Binyamin Lau, advirtió que: "Lehava quiere implementar un reinado de terror religioso".[56]
- Sikrikim (apareció por primera vez en 2005), un grupo radical de judíos ultraortodoxos con base principalmente en los barrios ultraortodoxos israelíes de Mea Shearim en Jerusalén y en Beit Shemesh. Se cree que el grupo antisionista tiene aproximadamente 100 miembros activos.[57] Los Sikrikim se ganaron la atención internacional por los actos de violencia que cometieron contra las instituciones judías ortodoxas y las personas que no cumplieron con sus demandas.[58] Están vagamente afiliados al grupo Neturei Karta.[59][60]
- "La Revuelta": Los miembros del grupo terrorista judío "La Revuelta" afirman que el Estado secular de Israel no tiene derecho a existir; esperan crear un reino judío en Eretz Israel y que los árabes sean asesinados si se niegan a irse. El Shin Bet dice que la ideología del grupo "La Revuelta" comenzó a evolucionar en octubre de 2013, el grupo fue fundado por veteranos de la "Juventud de las Colinas", incluido el nieto del rabino Meir Kahane, Meir Ettinger, quien fue puesto temporalmente bajo detención administrativa. Antes del ataque a Duma, los miembros del grupo habían cometido 11 ataques incendiarios contra palestinos o iglesias cristianas; 23 de sus miembros fueron detenidos a causa del crimen de Duma.[61]